# Liga Premier de Singapur
La Liga Premier de Singapur (en inglés: Singapore Premier League) es la máxima categoría profesional de fútbol en Singapur, adscrita a la Confederación Asiática de Fútbol.
Fue fundada en 1996 como S. League, poco después de que la Asociación de Fútbol de Singapur abandonara la liga de Malasia.

## Sistema de competición
La Liga Premier de Singapur es un torneo organizado y regulado por la Asociación de Fútbol de Singapur (FAS). La competición se disputa anualmente, empezando en marzo y terminando a finales de octubre del mismo año, y en ella participan ocho equipos.
Siguiendo un sistema de liga, los clubes se enfrentan todos contra todos en cuatro ocasiones, dos en campo propio y otra en campo contrario, hasta disputar 28 jornadas. La clasificación final se establece con arreglo a los puntos totales obtenidos por cada equipo al finalizar el campeonato: tres puntos por cada victoria, un punto por cada empate y ningún punto por la derrota. 
El equipo que más puntos sume al final del campeonato será proclamado campeón de Liga. No existe un sistema de ascensos y descensos: la FAS exige que todos los equipos de la Liga Premier tengan estructura profesional y cumplan una serie de requisitos.
En lo que respecta a competiciones internacionales, la representación está limitada a los equipos singapurenses. El mejor equipo nacional se clasifica para la ronda preliminar de la Liga de Campeones de la AFC, y el segundo mejor pasa a la fase preliminar de grupos de la Copa AFC.

### Equipos invitados
Debido a que Singapur es una ciudad-estado, la FAS se reserva el derecho a invitar equipos a la Liga Premier. Dentro del campeonato pueden distinguirse dos tipos de club: los «equipos nacionales» —con mayoría de futbolistas singapurenses— y los «equipos invitados» —con mayoría de futbolistas extranjeros—. El equipo invitado puede ser un club de otro país, un filial de otro club asiático, o incluso un club singapurense que esté formado por expatriados.
Los equipos invitados no pueden representar a Singapur en las competiciones de la Confederación Asiática. En caso de que uno de ellos gane la liga, la plaza asiática pasa al mejor club singapurense.
En la temporada 2023 hay dos equipos invitados, el Albirex Niigata Singapur de Japón, que debe jugar sus partidos en un estadio de Singapur, y el Brunei DPMM FC, representativo del sultanato de Brunéi, al que se le permite utilizar el estadio nacional de Brunéi.

### Inscripción de futbolistas extranjeros
Los equipos singapurenses pueden inscribir hasta cuatro futbolistas extranjeros: tres de cualquier edad y una plaza extra para países de la AFC. También se permite inscribir un jugador extranjero que sea menor de 21 años.
Los equipos extranjeros tienen una normativa distinta al resto. El Albirex Niigata Singapur, único inscrito en la actualidad, solo puede contratar futbolistas japoneses y singaporenses menores de 23 años. Su normativa para la temporada 2022 era la siguiente: de una plantilla máxima de 25 fichas, se reservaban cuatro para singapurenses sub-23, de los cuales dos deben jugar al menos el primer tiempo íntegro; dos singapurenses sin restricción de edad; ocho japoneses sub-21, ocho japoneses sub-23 y un solo japonés sin límite de edad. En el caso del Brunei DPMM FC, se impone que cuenten al menos con un jugador bruneano sub-23 que deberá disputar como mínimo el primer tiempo íntegro.

## Historia

Logo de la S. League, nombre de la liga entre 1996 y 2017.

Antes de la creación de la liga profesional, la Asociación de Fútbol de Singapur (FAS) contaba con un equipo representativo en las competiciones malasias. El combinado singapurense disputaba la Copa Malaya desde 1921, llegando a proclamarse campeón de ese torneo en 24 ocasiones, y se mantuvo en el torneo aun cuando Singapur fue expulsada de la Federación de Malasia en 1965. Al margen de este sistema, el resto de equipos singapurenses disputaban un torneo amateur: la Liga Nacional de Singapur.
Singapur se mantuvo en los campeonatos de Malasia hasta que en 1995 se retiró por discrepancias con la Asociación de Fútbol de Malasia. Ese mismo año profesionalizó el torneo doméstico, dando pie a la creación de la S. League en 1996. El vencedor de la edición inaugural fue el Geylang United FC.
Aunque en sus primeros años la S. League estuvo limitada a clubes singapurenses, la FAS ha abierto el torneo a equipos extranjeros con el propósito de subir el nivel competitivo. El pionero fue el Sinchi FC, formado por jugadores chinos, que permaneció en activo desde 2003 hasta 2005, mientras que los casos más exitosos son el Albirex Niigata Singapur FC —un filial del equipo homónimo japonés— y el club del sultanato de Brunéi —Brunei DPMM FC—. Otros ejemplos ya desaparecidos son el Étoile FC, formado por jugadores franceses y campeón de liga en 2010; el Super Reds FC (2007-2009), con futbolistas coreanos; el Sporting Afrique (2006), con jugadores africanos, e incluso la selección sub-22 de Malasia.

## Participantes
La Liga Premier está formada por nueve equipos: seis clubes singapurenses, dos extranjeros y otro controlado por la FAS para el desarrollo de futbolistas sub-23 (Young Lions). 

### Temporada 2024-25
| Equipo                | Categoría         | Estadio                 |
| Albirex Niigata (S)   | Invitado (Japón)  | Jurong East             |
| Brunei DPMM FC        | Invitado (Brunéi) | Sultán Hassanal Bolkiah |
| Balestier Khalsa      | Equipo nacional   | Toa Payoh               |
| Geylang International | Equipo nacional   | Our Tampines Hub        |
| Hougang United        | Equipo nacional   | Jalan Besar             |
| Lion City Sailors     | Equipo nacional   | Bishan                  |
| BG Tampines Rovers    | Equipo nacional   | Our Tampines Hub        |
| Tanjong Pagar United  | Equipo nacional   | Jurong East             |
| Young Lions           | Selección sub-23  | Jalan Besar             |

## Historial
| Temporada                | Campeón                     | Subcampeón                  | Notas                                                                     |
| S. League                | S. League                   | S. League                   | S. League                                                                 |
| ------------------------ | --------------------------- | --------------------------- | ------------------------------------------------------------------------- |
| 1996                     | Geylang United FC           | Singapore Armed Forces FC   | Liga de 8 equipos. Torneo de Apertura y Clausura con final por el título. |
| 1997                     | Singapore Armed Forces FC   | Tiong Bahru United FC       | Liga ampliada a 9 equipos. Sistema de todos contra todos.                 |
| 1998                     | Singapore Armed Forces FC   | Tiong Bahru United FC       | Liga ampliada a 11 equipos.                                               |
| 1999                     | Home United FC              | Singapore Armed Forces FC   | Liga ampliada a 12 equipos.                                               |
| 2000                     | Singapore Armed Forces FC   | Tanjong Pagar United FC     |                                                                           |
| 2001                     | Geylang United FC           | Singapore Armed Forces FC   |                                                                           |
| 2002                     | Singapore Armed Forces FC   | Home United FC              |                                                                           |
| 2003                     | Home United FC              | Geylang United FC           | Primera temporada con equipos invitados.                                  |
| 2004                     | Tampines Rovers FC          | Home United FC              | Liga reducida a 10 equipos.                                               |
| 2005                     | Tampines Rovers FC          | Singapore Armed Forces FC   |                                                                           |
| 2006                     | Singapore Armed Forces FC   | Tampines Rovers FC          | Liga ampliada a 11 equipos.                                               |
| 2007                     | Singapore Armed Forces FC   | Home United FC              | Liga ampliada a 12 equipos.                                               |
| 2008                     | Singapore Armed Forces FC   | Super Reds FC               |                                                                           |
| 2009                     | Singapore Armed Forces FC   | Tampines Rovers FC          |                                                                           |
| 2010                     | Étoile FC                   | Tampines Rovers FC          |                                                                           |
| 2011                     | Tampines Rovers FC          | Home United FC              |                                                                           |
| 2012                     | Tampines Rovers FC          | Brunei DPMM FC              | Liga ampliada a 13 equipos.                                               |
| 2013                     | Tampines Rovers FC          | Home United FC              | Liga reducida a 12 equipos.                                               |
| 2014                     | Warriors FC                 | Brunei DPMM FC              |                                                                           |
| 2015                     | Brunei DPMM FC              | Tampines Rovers FC          | Liga reducida a 10 equipos.                                               |
| 2016                     | Albirex Niigata Singapur FC | Tampines Rovers FC          | Liga reducida a 9 equipos.                                                |
| 2017                     | Albirex Niigata Singapur FC | Tampines Rovers FC          |                                                                           |
| Singapore Premier League |                             |                             |                                                                           |
| 2018                     | Albirex Niigata Singapur FC | Home United FC              |                                                                           |
| 2019                     | Brunei DPMM FC              | Tampines Rovers FC          |                                                                           |
| 2020                     | Albirex Niigata Singapur FC | Tampines Rovers FC          | Liga reducida a 8 equipos.                                                |
| 2021                     | Lion City Sailors FC        | Albirex Niigata Singapur FC |                                                                           |
| 2022                     | Albirex Niigata Singapur FC | Lion City Sailors FC        |                                                                           |
| 2023                     | Albirex Niigata Singapur FC | Lion City Sailors FC        |                                                                           |
| 2024–25                  | Lion City Sailors FC        | Tampines Rovers FC          |                                                                           |

## Palmarés
- En negrita, equipos que continúan en activo

| Club                                         | Títulos | Subcampeonatos | Años de los campeonatos                              |
| -------------------------------------------- | ------- | -------------- | ---------------------------------------------------- |
| Warriors FC (Singapore Armed Forces FC)      | 9       | 4              | 1997, 1998, 2000, 2002, 2006, 2007, 2008, 2009, 2014 |
| Albirex Niigata Singapur FC                  | 6       | 1              | 2016, 2017, 2018, 2020, 2022, 2023                   |
| Tampines Rovers FC                           | 5       | 9              | 2004, 2005, 2011, 2012, 2013                         |
| Lion City Sailors FC (Home United FC)        | 4       | 8              | 1999, 2003, 2021, 2025                               |
| Brunei DPMM FC                               | 2       | 2              | 2015, 2019                                           |
| Geylang International FC (Geylang United FC) | 2       | 1              | 1996, 2001                                           |
| Étoile FC                                    | 1       | -              | 2010                                                 |
| Tanjong Pagar United FC (Tiong Bahru United) | -       | 3              |                                                      |
| Super Reds FC                                | -       | 1              |                                                      |

## Clasificación histórica
Actualizado el 10 de junio de 2020.
| Pos. | Equipo                   | Temp. | PJ  | PG  | PE  | PP  | GF   | GC   | DG   | Pts. |
| ---- | ------------------------ | ----- | --- | --- | --- | --- | ---- | ---- | ---- | ---- |
| 1    | Warriors FC              | 24    | 644 | 371 | 123 | 160 | 1407 | 865  | +542 | 1246 |
| 2    | Lion City Sailors FC     | 24    | 644 | 357 | 115 | 172 | 1311 | 853  | +458 | 1198 |
| 3    | Tampines Rovers FC       | 24    | 644 | 352 | 132 | 170 | 1275 | 809  | +466 | 1191 |
| 4    | Geylang International FC | 24    | 644 | 262 | 142 | 250 | 991  | 955  | +36  | 933  |
| 5    | Albirex Niigata Singapur | 16    | 447 | 215 | 101 | 131 | 766  | 539  | +227 | 702  |
| 6    | Balestier Khalsa FC      | 23    | 617 | 171 | 143 | 313 | 787  | 1133 | -346 | 648  |
| 7    | Woodlands Wellington FC  | 18    | 504 | 152 | 119 | 233 | 685  | 886  | -201 | 573  |
| 8    | Hougang United FC        | 20    | 583 | 139 | 117 | 327 | 683  | 1128 | -445 | 538  |
| 9    | Young Lions FC           | 17    | 480 | 131 | 102 | 237 | 588  | 858  | -270 | 492  |
| 10   | Tanjong Pagar United FC  | 12    | 345 | 125 | 72  | 148 | 508  | 581  | -73  | 449  |
| 11   | Gombak United FC         | 11    | 346 | 114 | 88  | 144 | 462  | 528  | -66  | 430  |
| 12   | Brunei DPMM FC           | 8     | 201 | 97  | 43  | 61  | 375  | 280  | +95  | 334  |
| 13   | Jurong FC                | 7     | 179 | 70  | 36  | 73  | 261  | 274  | -13  | 253  |
| 14   | Sembawang Rangers FC     | 8     | 207 | 53  | 52  | 102 | 256  | 405  | -149 | 216  |
| 15   | Super Reds FC            | 3     | 96  | 41  | 20  | 35  | 144  | 146  | -2   | 143  |
| 16   | Étoile FC                | 2     | 66  | 42  | 11  | 13  | 119  | 59   | +60  | 132  |
| 17   | Clementi Khalsa FC       | 4     | 110 | 22  | 29  | 59  | 150  | 261  | -111 | 95   |
| 18   | Sinchi FC                | 3     | 87  | 22  | 19  | 46  | 109  | 166  | -57  | 88   |
| 19   | Harimau Muda B           | 3     | 81  | 23  | 14  | 44  | 90   | 150  | -60  | 83   |
| 20   | Harimau Muda A           | 1     | 24  | 13  | 3   | 8   | 37   | 23   | +14  | 42   |
| 21   | Beijing Guoan Singapore  | 1     | 33  | 10  | 6   | 17  | 30   | 49   | -19  | 36   |
| 22   | Liaoning Guangyuan       | 1     | 33  | 8   | 5   | 20  | 33   | 63   | -30  | 29   |
| 23   | Sporting Afrique FC      | 1     | 30  | 5   | 9   | 16  | 36   | 58   | -22  | 24   |
| 24   | Dalian Shide Siwu        | 1     | 33  | 5   | 7   | 21  | 26   | 75   | -49  | 22   |